# Вторая битва при Альбельде
Вторая битва при Альбельде (также известная как Битва у горы Монте-Латурс) — состоявшееся в 859 году у селения Альбельда сражение между объединённым астурийско-наваррским войском под командованием королей Ордоньо I и Гарсии I Иньигеса, с одной стороны, и войском мавров, возглавлявшимся Мусой II ибн Мусой из Бану Каси, которого арабские хроники того времени даже называли «третьим королём Испании», с другой. Сражение, произошедшее в то время, когда астурийцы вели осаду новой крепости, которую глава Бану Каси строил в Альбельде, завершилось победой христианских союзников. Вскоре после битвы крепость была захвачена. Потерпев поражение, Муса II ибн Муса был вынужден полностью подчиниться своему противнику, эмиру Кордовы Мухаммаду I.
Основным историческим источником о второй битве при Альбельде является «Хроника Альфонсо III». В ней сообщается, как в неуказанный год король Ордоньо I выступил против Мусы II ибн Мусы, занятого тем, что возводил в Альбельде огромную крепость Когда астурийский король окружил новую крепость, Муса разместил свою армию неподалёку, на холме Монте-Латурс, надеясь заставить христиан снять осаду. Ордоньо разделил свои войска, оставив часть для продолжения осады, а другую часть направив навстречу войску Бану Каси. В последовавшем сражении мусульмане были разгромлены. Тяжело раненый Муса едва сумел избежать пленения, однако сражавшийся против него его зять, король Памплоны Гарсия I Иньигес, погиб. Согласно христианской хронике, в битве погибло 12 000 мусульман, а в руки астурийцам попали сокровища, которые незадолго до этого были присланы Мусе II ибн Мусе правителем Западно-Фракского королевства Карлом II Лысым. После этого Ордоньо вернулся к осаде крепости, которая пала спустя семь дней. Защитники крепости были казнены, а сама крепость разрушена. Сын Мусы, вали Толедо Лубб I ибн Муса, узнав о поражении своего отца, немедленно подчинился королю Ордоньо и сохранял лояльность ему до его смерти.
Победа, одержанная над мусульманами, по-видимому, произвела огромное впечатление на современников (по крайней мере, в близлежащих регионах). Например, в составленной в 882 году в Риохе «Пророческой хронике» приведён список астурийских королей с краткой аннотацией по каждому из них. Напротив имени Ордоньо I имеется надпись: «Ipse allisit Albaida» («Тот, кто разрушил Альбельду»). Битва при горе Монте-Латурс послужила источником для создания мифа о битве при Клавихо.
В находящейся в Вигиланском кодексе «Хронике Альбельды» — также, вероятно, составленной в Риохе, автор которой, возможно, был очевидцем событий, — утверждается, что Ордоньо I вошёл в город Альбельду после кровавой осады. Здесь добавлено, что Муса II ибн Муса распространял лживые слухи о том, что на горе Монте-Латурс находится лагерь его армии, пока, наконец, его армия не была уничтожена. В самого Мусу угодила стрела, и он неминуемо попал бы в плен, если бы не его друг, «некогда бывший христианским солдатом», отдавший Мусе своего коня и, тем самым, спасший ему жизнь.
Считается, что битва у горы Монте-Латурс произошла в 859 или 860 году. Единственным источником, в котором прямо говорится о том, что битва произошла в 859 году, является арабский хронист Ибн аль-Асир, писавший, что «в 245 году хиджры [который начался 7 апреля 859 года] мусульманский правитель Тарасоны [которым, как известно, в то время был глава Бану Каси] вторгся с войском в королевство Памплона и захватил христианский замок, взяв в плен его жителей. На следующий день он был разбит в сражении, и многие мусульмане погибли как мученики».
В «Хронике Альфонсо III» повествуется, что после первой битвы при Альбельде в 851 году Муса II ибн Муса захватил двух франкских вождей, Санчо и Эменона, и бросил их в темницу. Дата захвата Санчо и Эменон точно не указана, но «сокровища» от Карла II Лысого, которые воины Ордоньо I обнаружили в лагере Мусы на холме Монте-Латурс, возможно, являлись выкупом за Санчо и Эменона. Если это так, то, значит, эти вожди были захвачены до 859 или 860 года.